# كاتدرائية بالما
كاتدرائية بالما هي كاتدرائية رومانية كاثوليكية تقع في مدينة ميورقة، ميورقة، إسبانيا.